# Похвиснев, Иван Иванович
Иван Иванович Похвиснев (1838—1865) — русский специалист по агрономии, магистр сельского хозяйства.
Среднее образование получил в 1-й Московской гимназии, где под руководством В. В. Григорьева перевёл сочинение Вильномма: "Die Wunder des Mikroscops". Окончив гимназию в 1856 году с золотой медалью, поступил на физико-математический факультет Московского университета, где особо отмечались его успехи в обучении. Был в Московском университете редактором сельскохозяйственного отдела «Библиотеки естественных и математических наук», где помещались переводы студентов.
В 1860 году он перевёл и издал «Очерки природы» П. Хартинга. По окончании курса в этом же году был оставлен при университете по кафедре сельскохозяйственных наук. В сентябре 1861 года он отправился за границу: в Гогенгейме изучал больше года сельское хозяйство, затем побывал в Бельгии и в Лондоне на агрономической выставке. Весной 1863 года он выдержал экзамен на магистра и отправился в Мюнхен, для практических занятий в лаборатории профессора Кнопа. Из Мюнхена он начал присылать обозрения «успехов сельскохозяйственной химии» в «Журнале Министерства государственных имуществ»; в этом же журнале поместил много статей по агрономии, без подписи. После возвращения в Россию, в конце 1864 года Министерство государственных имуществ отправило его за границу для подготовки к профессуре и в январе 1865 года он вновь отправился за границу, где 14 июля 1865 года[по какому календарю?] в Рейхенгалле умер от чахотки.
Также им было изано сочинение Вольфа «Руководство к химическому исследованию важнейших сельскохозяйственных продуктов».